# Борхсениус, Николай Сергеевич
Николай Сергеевич Борхсениус (20 октября 1906 — 5 мая 1965) — советский зоолог, энтомолог, специализировавшийся на изучении Coccoidea. Заместитель директора Зоологического института АН СССР (1959—1965), вице-президент Всесоюзного энтомологического общества.

## Биография
Родился 20 октября 1906 в Санкт-Петербурге в семье присяжного поверенного Сергея Николаевича Борхсениуса (1878—1917). Мать — Вера Евгеньевна Борхсениус (Зеленкова) (1880—1949).
- Окончил Биологический факультет Ленинградского Университета в 1928 году
- Начал карьеру энтомолога в карантинных службах СССР в 1929 году
- Защитил кандидатскую диссертацию в 1941 году
- Присоединился к Зоологическому институту АН СССР в 1944 году
- В 1947 году Николай Сергеевич защитил докторскую диссертацию под названием «Псевдококциды в СССР»
- В 1956 году стал профессором и в 1959 — заместителем директора Зоологического Института.

Борхсениус руководил продолжительными экспедициями в разных частях СССР, а также в Корее, Китае и Индии. Подавляющая часть материала была обработана и опубликована в статьях. Николай Сергеевич впервые описал новое семейство Lecaniodiaspididae, несколько подсемейств и колен, десятки родов и сотни новых видов кокцид, в частности, Черепицевидный червец, Artemicoccus bispinus.
В течение двадцати лет был членом комитета Всесоюзного энтомологического общества, в период 1944—1952 — секретарем. За несколько лет до смерти стал вице-президентом Общества. В 1958 году принял участие в 15-м Международном зоологическом конгрессе в Лондоне и был членом Комитета номенклатуры. Был делегатом на 11-м Международном конгрессе энтомологов в Вене в 1960 и на 12-м в Лондоне в 1964.
Умер 5 мая 1965 года. Похоронен на Богословском кладбище Санкт-Петербурга.

## Научная деятельность
Занимался вопросами изучения и классификации червецов и щитовок, надсемейства насекомых из отряда полужесткокрылых (Hemiptera). В работах также затрагивалась практическая сторона: профилактика и борьба с червецами, как с сельскохозяйственными вредителями, а также использование в лёгкой промышленности как источник красителей, воска и шеллака.

### Труды
Опубликовано всего более 100 работ, в том числе 6 монографий.